# Шмидт, Вольфганг (математик)
Вольфганг М. Шмидт, Wolfgang M. Schmidt (3 октября 1933 года, Вена, Австрия) — австрийский математик, работающий в области теории чисел, почетный профессор Колорадского университета в Боулдере, член Австрийской академии наук и Польской академии наук.

## Биография
Вольфганг М. Шмидт родился 3 октября 1933 года в Вене. Проходил обучение в Венском университете, где изучал математику и в 1955 году получил докторскую степень, его руководителем был Эдмунд Хлавка.

## Карьера
Ему была присуждена восьмая премия Фрэнка Нельсона Коула в области теории чисел за работу над диофантовым приближением. Он получил известность благодаря своей теоремой о подпространстве. В 1960 году доказал, что каждое нормальное число в базе r нормально в базе s тогда и только тогда, когда log r / log s является рациональным числом. Он также доказал существование чисел T. Его серию статей о нерегулярностях распределения можно увидеть в J.Beck and W.Chen, Irregularities of Distribution, Cambridge University Press. Шмидт входит в небольшую группу теоретиков чисел, которых трижды приглашали выступить на Международном конгрессе математиков (остальные — Иванец, Шимура и Тейт). В 1986 году Шмидт получил премию Гумбольдта за исследования, а в 2003 году он получил Австрийскую награду за науку и искусство. Шмидт имеет почетные докторские степени Ульмского университета, Сорбонны, Университета Ватерлоо, Марбургского и Йоркского университета. В 2012 году он стал членом Американского математического общества.